# Lepturges insignis
Lepturges insignis là một loài bọ cánh cứng trong họ Cerambycidae.